# Mackinacsundet

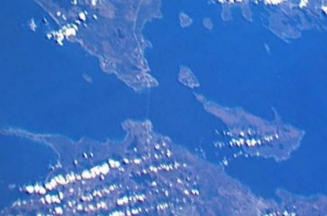
Satellitbild av Mackinacsundet.

Mackinacsundet (engelska: Straits of Mackinac) är ett sund i USA som sammanbinder Michigansjön med Huronsjön. Mackinacbron korsar sedan 1957 sundet, och bron förbinder därmed delstaten Michigans båda halvöar med varandra. Sundet är i genomsnitt 6 km brett.